# 1750 w literaturze
Wydarzenia literackie w 1750 roku.

## nowe książki

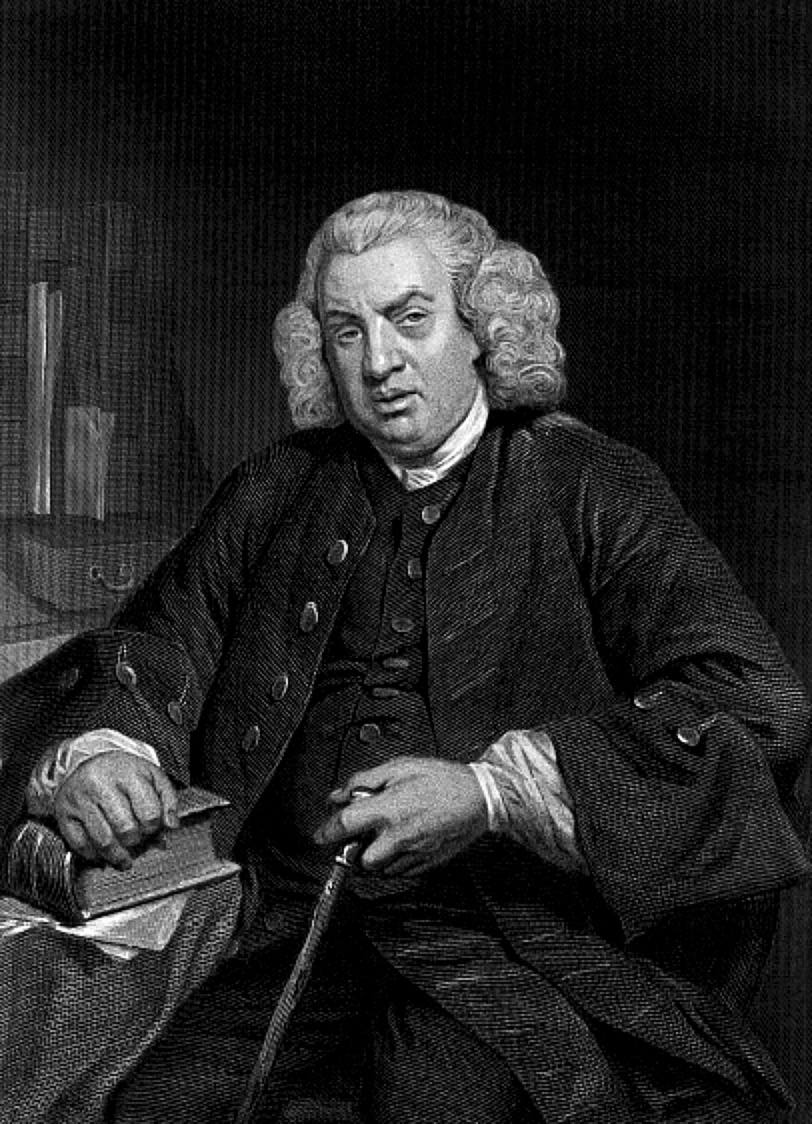
Samuel Johnson

- Samuel Johnson - The Rambler - cykl artykułów.